# Місурата
Місурата, Місрата (араб. مصراتة) — місто на північному заході Лівії, центр однойменного муніципалітету. Чисельність населення — 360 тис., з передмістями — 550 тис. (на 2006 рік). Третє найбільше місто країни після Триполі і Бенгазі. Розташоване біля мису Місурта (Місратах), за 5 км від узбережжя Середземного моря, за 210 км (130 миль) на схід від Триполі. Місурата вважається діловою столицею Лівії.

## Історія

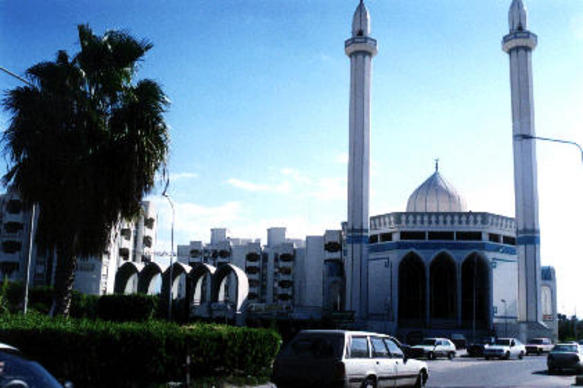
Головна мечеть міста

Немає єдиної думки, коли місто було засновано: посилаючись на різні джерела, дослідники вважають засновниками фінікійців (3000 років тому), римлян або мусульманських завойовників. Останні археологічні відкриття вказують, що в межах сучасного міста існувало міське поселення з часів Римської імперії.

## Сучасність
Місурата є розвинутим процвітаючим містом. Тут розвинуті текстильна, легка (виробництво килимів, молочних продуктів та ін.) та важка промисловость. Остання представлена металургійним промисловим комплексом. Місто має свій аеропорт. Поруч, у сусідньому місті Каср Ахмед, знаходиться потужний морський порт.
У місті знаходиться Університет 7 жовтня, який має 15 факультетів, а також філіали вузів, що розташовані в інших містах Лівії.
У лютому 2011 місто стало одним з найбільших осередків Лівійського повстання. За контроль над містом точився запеклий бій між повстанцями та урядовим військом. Місто намагалося взяти штурмом елітна бронетанкова бригада Хаміса за підтримки кількох сотень іноземних найманців. Штурм міста тривав 40 днів.